# Фелан, Дейд
Мэттью МакДейд Фелан (англ. Matthew McDade Phelan) — государственный и политический деятель Соединённых Штатов Америки.

## Биография
Родился 18 сентября 1975 года в городе Бомонт, штат Техас. Окончил Техасский университет в Остине в 1998 году. Является старшим партнёром и брокером девелоперской компании Phelan Investments, владеющей активами в Техасе и Арканзасе.
В разное время Фелан входил в штаты сотрудников сенатора Техаса Томми Уильямса, члена палаты представителей США Дика Арми и члена палаты представителей Техаса Марка Стайлза. Губернатор Техаса Рик Перри дважды назначал Фелана в совет директоров компании Lower Neches Valley Authority. В 2013 году Фелан занимал должность президента совета директоров. Он также работал в советах директоров Техасского лицея, ассоциации охраны прибрежных территорий золотого треугольника (региона между Бомонтом, Порт-Артуром и Оринджем), исторического театра Джефферсона, католической церкви Святой Анны и католической благотворительной организации Юго-Восточного Техаса.
С 13 января 2015 года Фелан является членом палаты представителей Техаса. Фелан был избран по 21 избирательному округу, сменив Аллана Риттера, бывшего демократа, занимавшего пост с 1998 года и перешедшего в республиканскую партию в 2010 году. Фелан занимал пост председателя комитета палаты представителей по государственным делам, заместителя председателя комитета по природным ресурсам, комитета по календарям, комитета по ассигнованиям, избирательного комитета, а также специального комитета по портам, инновациям и инфраструктуре. Он также является одним из основателей фракции палаты представителей по реформе уголовного правосудия. 12 января 2021 года избран на пост спикера техасской палаты представителей.
В 2019 году журнал Texas Monthly назвал Фелана в числе лучших законодателей Техаса.
В декабре 2020 года частный самолёт, в котором находился Дейд Фелан, потерпел крушение при посадке в окружном аэропорту Ангелины неподалёку от города Лафкин. Никто серьёзно не пострадал.
12 августа 2021 года Фелан подписал ордеры на арест 52 депутатов от демократической партии, которые улетели в Вашингтон в попытке сорвать специальную сессию техасского парламента. Таким образом демократы пытались предотвратить принятие закона, который, по мнению некоторых групп защиты прав избирателей, ограничивал правда темнокожих избирателей. Когда кворум для сессии наконец собрался, Фелан запретил при обсуждении закона использовать слово «расизм».
Фелан, его жена Ким и четверо сыновей проживают в округе Джефферсон.